# Terry Garland
Terry Garland (nascido em 3 de junho de 1953, em Johnson City, Tennessee )  é um guitarrista, compositor e cantor americano de blues . O jornalista da Allmusic Niles J. Frantz escreveu que Garland é "um intérprete country de blues e um dos melhores guitarrista atualmente, geralmente com um slide, no estilo de Bukka White e Fred McDowell ".

## Biografia
Seus dois primeiros álbuns foram lançados pela BMG / First Warning.
O gaita Mark Wenner, do Nighthawks, contribuiu para os sucessos de Garland.
Seu lançamento mais recente é Whistling in the Dark, lançado em 2006.

## Discografia
- Trouble in Mind (1991)
- Margem do Vale (1992)
- O Culpado (1991)
- Fora onde o azul começa (2001)
- Assobiando no Escuro (2006) [4]